# Teknikåret 1979

## Händelser

### Januari
- Januari
  - Daniel Bricklin &  Bob Frankston grundar Software Arts Corporation.[1]
  - RCA:s ordförande Edgar Griffith meddelar planer på att marknadsföra CED [2]

### Februari
- Februari
  - NEC Corporation introducerar sin  NEC PC-8001 dator [3].
  - Första versionen av Flight simulator från SubLogic släpps [3].
  - Disco Vision introduceras i Seattle, Washington, USA.[4]

### Mars
- Mars
  - Alan Shugart grundar Shugart Technology [3].
  - CBM introducerar sin PET-dator.
  - Sharp introducerar sin första hemdator Sharp MZ-80K.

### April
- April
  - Smileys dyker upp för första gången  [3].
  - Zilog släpper sin Z8000-processor  [3].

### Maj
- Maj - Tandy introducerar sin TRS-80 Model II-dator [3].

### Juni
- Juni
  - Apple Computer introducerar sin Apple II+ [3].
  - Texas Instruments introducerar den första 16-bitshemdatorn: TI-99/4 [3].
  - Intel släpper sin 8088-processor  [3].

### Juli
- 1 juli - Sony lanserar den portabla kassettbandspelaren Walkman i Japan.[5]

### September
- September - Motorola släpper sin MC68000-processor [3].

### Oktober
- Oktober - VisiCalc släpps för Apple II [1].

### December
- December - Datorn HP85 lanseras.[6]
- December - Stan Barrett lycas med sin Budweiser-raketbil spränga ljudvallen vid Edwardsflygbasen i Kalifornien. där en hastighet på 739 666 engelska mil (1 190.123 kilometer i timmen) uppnås.[7]

### Okänt datum
- Usenet grundas [1].
- Atari introducerar sina Atari 400- och Atari 800-datorer
- Första MUD-spelet utvecklas [1].
- Usenet grundas.

### Fotnoter
1. 1 2 3 4
2. ↑  History of Media Technology (läst 8 april 2011)
3. 1 2 3 4 5 6 7 8 9 10
4. ↑  History of Media Technology (läst 8 april 2011)
5. ↑  ”A Brief History of The Walkman”. Arkiverad från originalet den 9 juni 2012. https://web.archive.org/web/20120609160346/http://www.time.com/time/nation/article/0,8599,1907884,00.html. Läst 24 december 2010.
6. ↑  History of Media Technology (läst 8 april 2011)
7. ↑   Horisont 1979. Bertmarks